# Butadiène-acrylonitrile
Pour les articles homonymes, voir NBR.
Les copolymères butadiène-acrylonitrile, aussi appelés « caoutchoucs nitrile » (sigle NBR, en anglais : nitrile butadiene rubber), sont un type d’élastomère à usages spéciaux.

## Synthèse

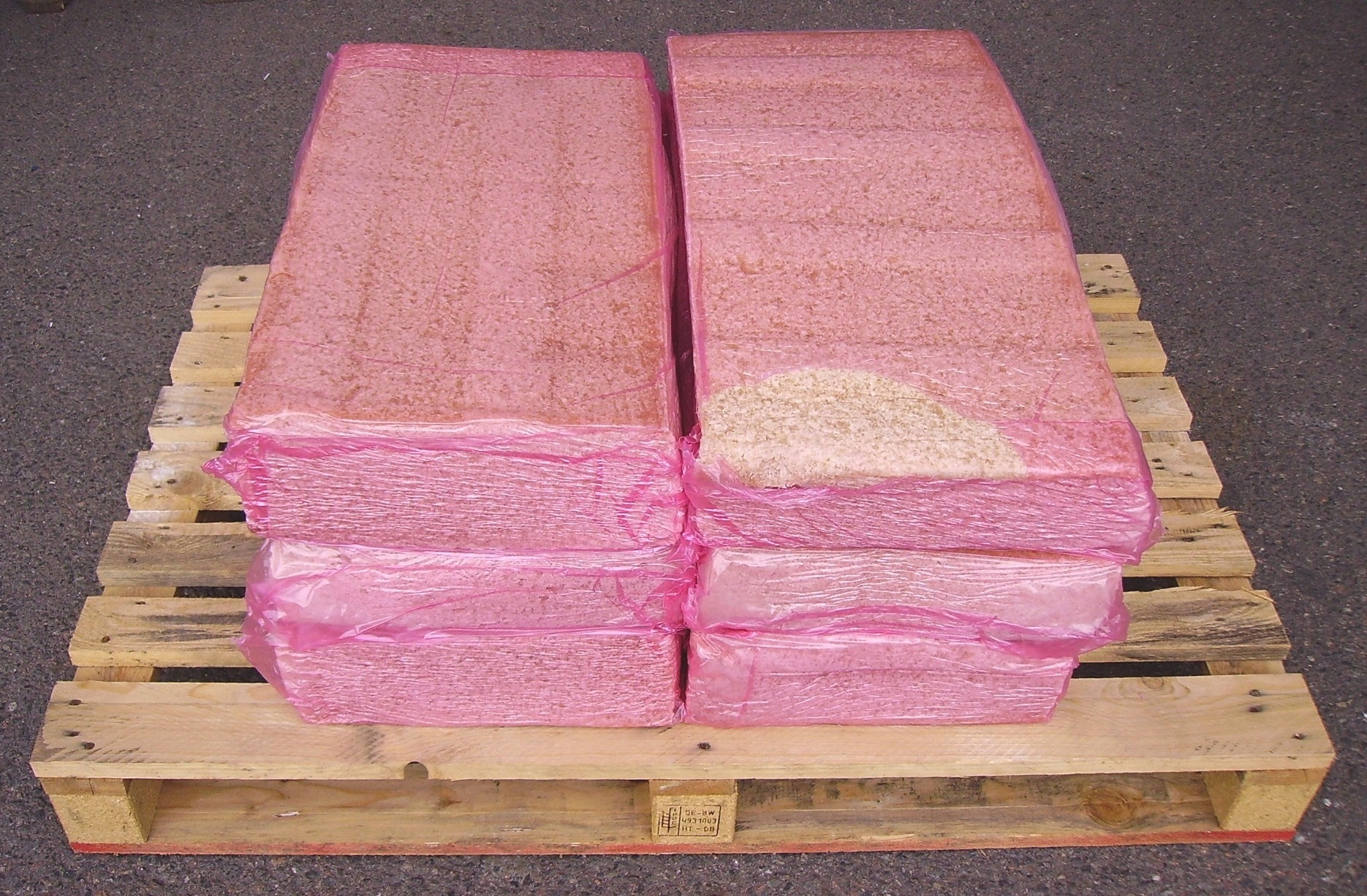
Balles de NBR enveloppées d’un film coloré, ce polymère étant sensible à la lumière.

Ils sont synthétisés par copolymérisation radicalaire en émulsion du butadiène avec l’acrylonitrile (noté AN ou ACN). Le taux d’« acrylonitrile », variable selon les propriétés recherchées, se situe entre 15 et 51 % (classification : grades à taux moyen : 33 %, haut taux : > 41 %).
Il existe cinq types généraux d’élastomères NBR, dont le « nitrile carboxylé » (XNBR), à chaine carboxylée.

## Formulation
Une formule type (relativement complexe) de joint d’étanchéité est donnée dans le tableau ci-dessous (valeurs approximatives ; prix en 2007).
| Constituant                                   | pce                                                      | Description |
| --------------------------------------------- | -------------------------------------------------------- | --- |
| NBR 45 (45 % d’AN)                            | (100)                                                    | Densité : 0,98 ; prix : 3,3 €/kg. |
| Noirs de carbone (2 types)                    | 100                                                      | Constituants pulvérulents multifonctions. Prix : 0,8 €/kg. |
| Charge(s) (craie et/ou talc…)                 | 0 - 50                                                   | Charges broyées, granulométrie fine à grossière ; inertes, diluantes (bon marché). |
| Plastifiant compatible avec le NBR (DINP…)    | 30                                                       | Valeur à majorer si le taux de charges est supérieur, pour régler la viscosité. |
| Autres                                        | 5 - 10                                                   | Exemples : CaO (dessiccant, pour éviter la porosité), agents protecteurs (antioxydant, antiozone, anti-UV, ignifugeant, etc. ; couteux), de mise en œuvre (factice, paraffine, etc.), gonflant. |
| ZnO actif (activateur de vulcanisation)       | 5                                                        | Système de vulcanisation |
| Acide stéarique (activateur de vulcanisation) | 0,5                                                      | Système de vulcanisation |
| Soufre (agent réticulant)                     | 0 - 2                                                    | Système de vulcanisation |
| Accélérateurs de vulcanisation                | 0,5 - 5                                                  | Système de vulcanisation |
| Densité du mélange                            | 1,2                                                      | 1,2 |
| « Prix matière »                              | 2 €/kg ou 2,4 €/l (prix des constituants de la formule). | 2 €/kg ou 2,4 €/l (prix des constituants de la formule). |

## Propriétés des vulcanisats
Le niveau des propriétés mécaniques en mélange pure gomme étant très faible, l’introduction de charges dans les NBR est nécessaire ; les propriétés mécaniques en mélange chargé sont bonnes.
Ces matériaux sont polaires (forte conductivité, donc non utilisés en isolation électrique) par la présence du groupement cyano -C≡N, insaturés (présence de motifs butadiène) et affichent un caractère amorphe (ils ne cristallisent pas par étirage).
Ils présentent une excellente résistance (mesurée par le pourcentage de gonflement) aux solvants hydrocarbonés aliphatiques. En outre, la résistance aux huiles et essences est bonne à excellente ; elle augmente, ainsi que la dureté, les résistances à l’abrasion et la chaleur, le module et la résistance à la rupture, avec le taux d’unités AN. La tenue au froid (liée à la flexibilité et la fragilité) varie de −5 à −55 °C ; elle augmente, ainsi que l’allongement à la rupture, si le taux de segments AN diminue. Pour les grades à faible teneur en (motifs) butadiène (donc en liaison double), la température maximale d’utilisation en service continu est de 110 °C. À l’ambiante, la perméabilité aux gaz des grades à haute teneur en AN est faible, voisine de celle du polyisobutylène. La résistance à l’ozone est faible.
Pour le XNBR, le module et les résistances au déchirement et à l’abrasion sont améliorés.

## Utilisations

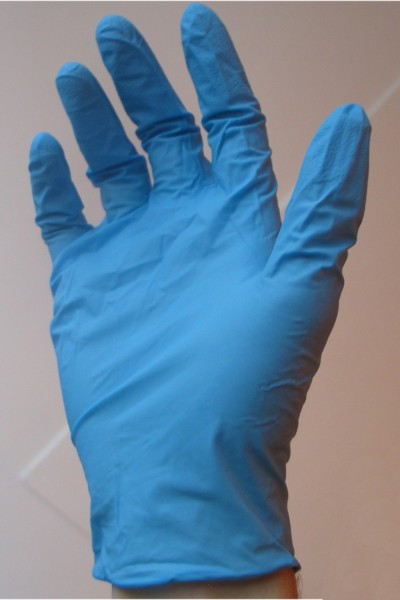
Gant jetable de type « nitrile ».

Les NBR sont utilisés pour le gainage de câbles, comme joints divers, tuyaux, gants médicaux et pour l’industrie chimique (nonlatex, modèles fins jetables, ou épais plus protecteurs), couches de surface de blanchets en impression offset, courroies de transmission automobile, trapézoïdales, cuir synthétique, etc.